# OICETS
OICETS (Optical Inter-orbit Communications Engineering Test Satellite), también denominado Kirari, es un satélite de comunicaciones experimental japonés lanzado el 23 de agosto de 2005 mediante un cohete Dnepr desde el cosmódromo de Baikonur.
El satélite porta el experimento LUCE (Laser-Utilizing Communications Equipment), que consiste en un telescopio de unos 26 cm de diámetro utilizado para comunicaciones ópticas mediante láser. OICETS se comunicó ópticamente con el satélite Artemis de la ESA, a 32.000 km de distancia, estableciendo el primer enlace óptico entre satélites de la Historia. También se dedicó a estudiar el efecto de las vibraciones en el satélite que afectan al apuntado del enlace óptico, que requiere una precisión de un miligrado.